# 如果只是在自言自語的話
《如果只是在自言自語的話》（日语： hitorigoto de kataru kurainara */?）是日本女子偶像團體STU48的第6張單曲，2021年2月17日由國王唱片發行。A面曲由石田千穗擔任中心成員。

## 簡介
本作為STU48繼《談個能夠回憶的戀愛吧》之後時隔三個月發行的單曲、以及在2021年發行的第一張單曲，分為Type-A、Type-B以及劇場盤，Type-A和Type-B另分為初回限定盤和通常盤，總共5個版本。
本作由石田千穗擔任中心成員，這是她首次擔任中心成員。
選拔成員人數比前作減少28人，從44人全员選拔，變為16人常規选拔。高雄彩加、原田清花繼前作入選後，在本作首次进入常規选拔。前作選拔成員中，除了已於2021年3月21日畢業的田中皓子外，還有26位成員未進入選拔。而相比上上张单曲《无谋的梦想永不醒来》，只有2020年7月31日毕业离团的新谷野野花和2021年3月21日畢業離團的田中皓子没有进入选拔组。

## 封面寫真
| Type-A 初回限定盤 | 石田千穗、中村舞、高雄彩加、岡田奈奈     |
| Type-A 通常盤     | 藪下楓、沖侑果、甲斐心愛、原田清花       |
| Type-B 初回限定盤 | 瀧野由美子、矢野帆夏、福田朱里、今村美月 |
| Type-B 通常盤     | 岩田陽菜、石田南、大谷滿理奈、門脇實優菜 |
| 劇場盤            | 石田千穗                                 |

## 收錄歌曲

### Type A
| CD       | CD                                       | CD       | CD       | CD       | CD    |
| 曲序     | 曲目                                     |          | 作曲     | 编曲     | 时长  |
| -------- | ---------------------------------------- | -------- | -------- | -------- | ----- |
| 1.       | 如果只是在自言自語的話                   | 秋元康   | 大濱健悟 | APAZZI   | 4:46  |
| 2.       | 太陽眼鏡的那些日子（1期生&選秀3期生）    | 秋元康   | 渡邊拓也 | 住谷翔平 | 4:47  |
| 3.       | 如果只是在自言自語的話（off vocal ver.） |          | 大濱健悟 | APAZZI   | 4:46  |
| 4.       | 太陽眼鏡的那些日子（off vocal ver.）     |          | 渡邊拓也 | 住谷翔平 | 4:48  |
| 总时长： | 总时长：                                 | 总时长： | 总时长： | 总时长： | 19:07 |

| DVD  | DVD                    | DVD      |
| 曲序 | 曲目                   | 導演     |
| ---- | ---------------------- | -------- |
| 1.   | 如果只是在自言自語的話 | 高田弘隆 |

### Type B
| CD       | CD                                       | CD       | CD       | CD       | CD    |
| 曲序     | 曲目                                     |          | 作曲     | 编曲     | 时长  |
| -------- | ---------------------------------------- | -------- | -------- | -------- | ----- |
| 1.       | 如果只是在自言自語的話                   | 秋元康   | 大濱健悟 | APAZZI   | 4:46  |
| 2.       | 我正眺望著這片海（瀨戸内PR部隊）         | 秋元康   | 大河原昇 | 若田部誠 | 4:42  |
| 3.       | 如果只是在自言自語的話（off vocal ver.） |          | 大濱健悟 | APAZZI   | 4:46  |
| 4.       | 我正眺望著這片海（off vocal ver.）       |          | 大河原昇 | 若田部誠 | 4:43  |
| 总时长： | 总时长：                                 | 总时长： | 总时长： | 总时长： | 18:57 |

| DVD  | DVD              | DVD    |
| 曲序 | 曲目             | 導演   |
| ---- | ---------------- | ------ |
| 1.   | 我正眺望著這片海 | 森田亮 |

### 劇場盤
| CD   | CD                                       | CD     | CD       | CD             |
| 曲序 | 曲目                                     |        | 作曲     | 编曲           |
| ---- | ---------------------------------------- | ------ | -------- | -------------- |
| 1.   | 如果只是在自言自語的話                   | 秋元康 | 大濱健悟 | APAZZI         |
| 2.   | 然後我不再是我                           | 秋元康 | 谷村庸平 | 野中“MASA”雄一 |
| 3.   | 如果只是在自言自語的話（off vocal ver.） |        | 大濱健悟 | APAZZI         |
| 4.   | 然後我不再是我（off vocal ver.）         |        | 谷村庸平 | 野中“MASA”雄一 |

## 選拔成員

### 如果只是在自言自語的話
（中心成員：石田千穗）
- AKB48 Team 4／STU48：岡田奈奈
- STU48：石田千穗、石田南、今村美月、岩田陽菜、大谷滿理奈、沖侑果、甲斐心愛、門脇實優菜、瀧野由美子、中村舞、福田朱里、矢野帆夏、藪下楓
- STU48研究生：高雄彩加、原田清花

### 太陽眼鏡的那些日子
「1期生&選秀3期生」名義
- STU48：石田千穗、石田南、今村美月、岩田陽菜、大谷滿理奈、沖侑果、甲斐心愛、門脇實優菜、榊美優、信浓宙花、瀧野由美子、谷口茉妃菜、中村舞、兵頭葵、福田朱里、峯吉愛梨沙、森下舞羽、矢野帆夏、藪下楓

### 我正眺望著這片海
「瀨戶內PR部隊」名義
（中心成員：門脇實優菜）
- STU48：石田千穗（第二名）、岩田陽菜（第七名）、沖侑果（第三名）、門脇實優菜（第一名）、瀧野由美子（第四名）、福田朱里（第六名）、藪下楓（第五名）

括號內為「粉絲決定的STU48第六張單曲收錄曲小分隊」的排名。

### 然後我不再是我
- AKB48 Team 4／STU48：岡田奈奈
- STU48：谷口茉妃菜、峯吉愛梨沙、矢野帆夏
- STU48研究生：池田裕樂、小島愛子

## 外部連結
- 國王唱片官方網站（日語）
  - Type A 初回限定盤 （页面存档备份，存于）
  - Type A 通常盤 （页面存档备份，存于）
  - Type B 初回限定盤 （页面存档备份，存于）
  - Type B 通常盤 （页面存档备份，存于）
  - 劇場盤 （页面存档备份，存于）
- 音樂錄影帶
  - YouTube上的STU48 6thシングル「独り言で語るくらいなら」MUSIC VIDEO / STU48 【公式】（日語）